# Versebridgechorus?
Albums de Kinobe
Soundphiles
(2000) Wide Open
(2004)
Versebridgechorus? est le deuxième album du groupe Kinobe, sorti le 15 octobre 2001.

## Liste des pistes
| 1.    | Butterfly                                                     | 0:37 |
| 2.    | Having A Moment                                               | 3:39 |
| 3.    | Secret Garden                                                 | 3:04 |
| 4.    | Summer In The Studio                                          | 4:01 |
| 5.    | Mama's Girl                                                   | 5:15 |
| 6.    | Tooth And Nail                                                | 4:50 |
| 7.    | Slave One                                                     | 5:00 |
| 8.    | Minus 4                                                       | 3:52 |
| 9.    | The Woodsman And The Wolf                                     | 4:29 |
| 10.   | The G# Spot                                                   | 7:54 |
| 11.   | Neon Tetra                                                    | 4:06 |
| 12.   | Unfair Weather                                                | 2:11 |
| 13.   | The Monkey's Cheek                                            | 2:39 |
| 14.   | Summer in the Studio (1 Monster Summer in Sheffield Mix edit) | 2:47 |
| 48:08 |                                                               |      |